# زینالو (ارومیه)
زینالو (ارومیه)، روستایی از توابع بخش مرکزی شهرستان ارومیه در استان آذربایجان غربی ایران است.
اهالی این روستا از قدیم الایام به باغداری و خصوصاً انگور کاری مشغول هستند.
این روستا مشرف به کوه ارزین است، کوه ارزین با باغاتی که بر دامنه آن کاشته شده‌است زیبایی به خصوصی به منطقه بخشیده و کلیسایی باستانی به نام مارگورا نیز بر دامنه این کوه قرار گرفته است.
کلیسای مارگورا، مربوط به قرن هشتم میلادی است که نشان دهندهٔ قدمت تاریخی منطقه است.

## جمعیت
این روستا در دهستان روضه‌چای قرار دارد و براساس سرشماری مرکز آمار ایران در سال ۱۳۹۵، جمعیت این روستا برابر با ۵۵۹ نفر (۱۷۰ خانوار) بوده‌ است. 